# De-Phazz
 (octobre 2021).

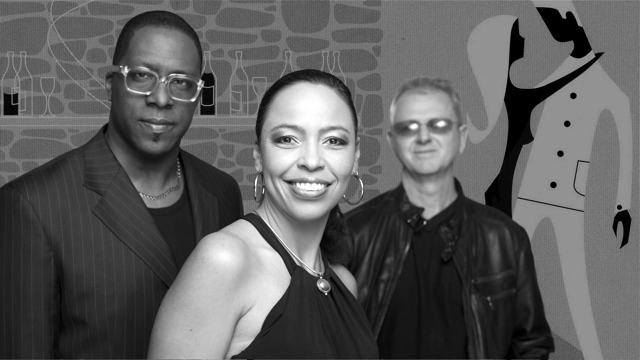
De gauche à droite : Karl Frierson, Pat Appleton and Pit Baumgartner.

De-Phazz est un groupe de musique nu jazz allemand créé en 1997 par Pit Baumgartner qui commence par enregistrer l'album Detunized Gravity avec le chanteur Karl Frierson, Barbara Lahr et Otto Engelhardt.
Le concept de DEstination PHuture jAZZ tire principalement son originalité dans le mélange, apparaissant de prime abord "dissonant" (car inhabituel), de sons nouveaux intégrant le turntablism et d’effets acoustiques démodés (ou presque), ceux-ci apportant une touche rétro des années 1960-70.[réf. souhaitée]. Pat Appleton a également participé au projet en posant sa voix sur le titre The Mambo Craze ainsi que sur quelques autres morceaux notamment ceux de l’album Godsdog.

## Historique
Au départ le groupe fait paraître ses productions au label Allemand Mole Listening Pearls dont le fondateur et manager entre 1996 et 1999, Haluk Peters, est un ami de Pit Baumgartner; les deux compagnons se lancent ensuite dans la création d'un style qui sera défini quelques années plus tard comme étant de la musique lounge. 
En 2001, tandis que De-Phazz devient célèbre, ils fondent ensemble leur propre label de musique: "Phazz-a-delic" New Format Recordings.
Bien qu’originaire de Heidelberg, le groupe flirte avec un rythme latino.

## Discographie
- Detunized Gravity (1997)
- Godsdog (1999)
- Death By Chocolate (2001)
- Daily Lama (2002)
- Plastic Love Memory (2002)
- Rare Tracks and Remixes (2002)
- Best Of De-Phazz (2004)
- Natural Fake (2005)
- Days of twang (2007)
- Big (2009)
- LaLa 2.0 (2010)
- Audio Elastique (2013)
- Naive (2013)
- The Uppercut Collection (2013)
- Private (2016)
- Prankster Bride (2016)
- Black White Mono (2018)
- De-Phazz & STÜBAphilharmonie - De Capo (2019)
- Music To Unpack Your Christmas Present (2020)
- Jelly Banquet (2022)
- Pit Sounds (2024)
- Luck You! (2025)